# Мунозеро (озеро, Ленинградская область)
Мунозеро — пресноводное озеро на территории Алёховщинского сельского поселения Лодейнопольского района Ленинградской области.

## Общие сведения
Площадь озера — 0,8 км², площадь водосборного бассейна — 104 км². Располагается на высоте ниже 96,6 метров над уровнем моря.
Форма озера дугообразная, продолговатая: оно более чем на два километра вытянуто с северо-запада на юго-восток. Берега изрезанные, каменисто-песчаные, местами заболоченные.
Из юго-восточной оконечности озера берёт начало река Савинка, впадающая в реку Оять, левый приток Свири.
С севера и запада в Мунозеро впадают протоки, вытекающие из, соответственно, озера Мальгинского и Савозера.
Ближе к юго-восточной оконечности озера расположены два острова без названия.
Населённые пункты вблизи водоёма отсутствуют. У северной оконечности располагается нежилая деревня Мальгиничи, через которую проходит дорога местного значения 41К-639 («Комбаково — Шапша — Печеницы»).
Код объекта в государственном водном реестре — 01040100811102000015951.